# Anastásia Mikhailovna da Rússia
Anastásia Mikhailovna da Rússia (em russo: Анастасия Михайловна; 28 de julho de 1860 - 11 de março de 1922) era filha do grão-duque Miguel Nikolaevich da Rússia e da princesa Cecília de Baden.
Foi criada no Cáucaso, onde viveu entre 1862 e 1878 com a família. Em 1879, casou-se com o príncipe-herdeiro Frederico Francisco III de Meclemburgo-Schwerin que, em 1883, se tornou grão-duque reinante do mesmo estado alemão. O casal teve três filhos, mas o seu marido tinha fraca saúde, o que os levava a passar grande parte do ano no estrangeiro. A grã-duquesa nunca se habituou ao seu novo país, onde era pouco popular. Após a morte do marido em 1897, as suas visitas a Schwerin tornaram-se cada vez mais raras.
Uma mulher forte, independente e pouco convencional para o seu tempo, causou um escândalo real quando, em 1902, deu à luz uma criança do seu secretário pessoal. Quando era viúva, passava grande parte do ano no sul de França. Durante a Primeira Guerra Mundial, decidiu mudar-se para a Suíça, um país neutro durante o conflito, onde viveu em Lausana. Morreu de apoplexia alguns anos depois.

## Primeiros anos
A grã-duquesa Anastásia Mikhailovna, nasceu no Palácio de Peterhof no dia 28 de julho de 1860, a segunda de sete filhos do grão-duque Miguel Nikolaevich da Rússia e da sua esposa, a grã-duquesa Olga Feodorovna (nascida princesa Cecília de Baden). Tinha apenas dois anos quando o pai foi nomeado vice-rei do Cáucaso e a família mudou-se para a Geórgia. Anastásia Mikhailovna cresceu no palácio do pai em Tiflis entre a atmosfera selvagem e austera do Cáucaso. A família viveu num palácio enorme e também tinha uma casa de campo perto de Borjomi, uma residência de verão chamada Mikhailovskoe, perto de São Petersburgo e uma residência no mar Negro.

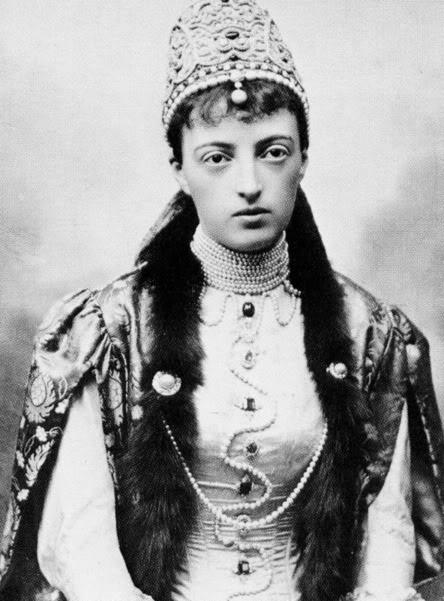
Anastásia Mikhailovna num baile da corte Romanov em 1883

Chamada de “Stassie” pela família, Anastásia Mikhailovna era a única rapariga entre os sete filhos. Era o centro de carinho da família não só por parte do seu pai que a considerava a sua filha preferida, mas também pelos seus seis irmãos. O seu pai estava ocupado com questões militares e actividades governamentais, enquanto que a mãe, uma disciplinadora rigorosa, era pouco afectiva com os filhos que criou com punho de ferro. Os seus irmãos encontravam em Anastásia o amor e carinho que não tinham dos pais. Educada separadamente dos irmãos a maioria do tempo, juntava-se a eles apenas aos domingos quando todos tinham autorização para dar um passeio juntos. Era mais chegada ao seu irmão mais velho, Nicolau Mikhailovich, com quem partilhava interesses artísticos. Cresceu muito independente, inteligente e inflexível com uma personalidade afável e feliz. Era alta e magra, tinha o cabelo negro e olhos verdes orientais. A sua educação deu mais atenção às línguas: aprendeu a falar francês, alemão e inglês além de ter russo como língua materna.

## Casamento
Em 1878, quando Anastásia estava quase a fazer dezoito anos, a sua mãe e a grã-duquesa Maria Pavlovna, esposa do grão-duque Vladimir Alexandrovich, arranjaram o seu casamento com o irmão mais velho de Maria, o futuro grão-duque Frederico Francisco III de Meclemburgo-Schwerin. Ele tinha 27 anos e era herdeiro do Grão-Ducado de Meclemburgo-Schwerin no norte da Alemanha. As avós dos dois, as princesas Alexandrina e Carlota da Prússia, eram irmãs e Frederico Fernando era também um descendente directo do czar Paulo I da Rússia.
Na primavera de 1878, o príncipe Frederico Francisco chegou a Tiflis para a pedir em casamento. Era rico, herdeiro de um grão-ducado alemão e gentil, mas tinha uma saúde delicada, sofrendo de asma, erupção cutânea e de um coração fraco. O noivado não foi bem recebido pelos irmãos de Anastásia que não queriam ser separados dela. Mesmo Anastásia não estava satisfeita com o noivo, horrorizada pelo estado da sua pele. Ele costumava ter ataques periódicos de eczema no rosto e corpo que o condenavam a longos períodos de total isolamento. Como acontecia frequentemente em casamentos dinásticos, os pais dela, que queriam garantir-lhe uma boa posição, não lhe deram escolha. O noivado foi anunciado no dia 4 de maio e, em outubro, Anastásia e a sua família viajaram até São Petersburgo para se prepararem para o casamento que aconteceu no dia 24 de janeiro de 1879 no Palácio de Inverno. A noiva percorreu o altar escoltada pelo seu tio, o czar Alexandre II da Rússia. Houve primeiro uma cerimónia ortodoxa e depois um serviço protestante. O casamento foi muito falado e nele estiveram presentes representantes de todas as casas reinantes europeias.

## Grã-duquesa de Meclemburgo-Schwerin

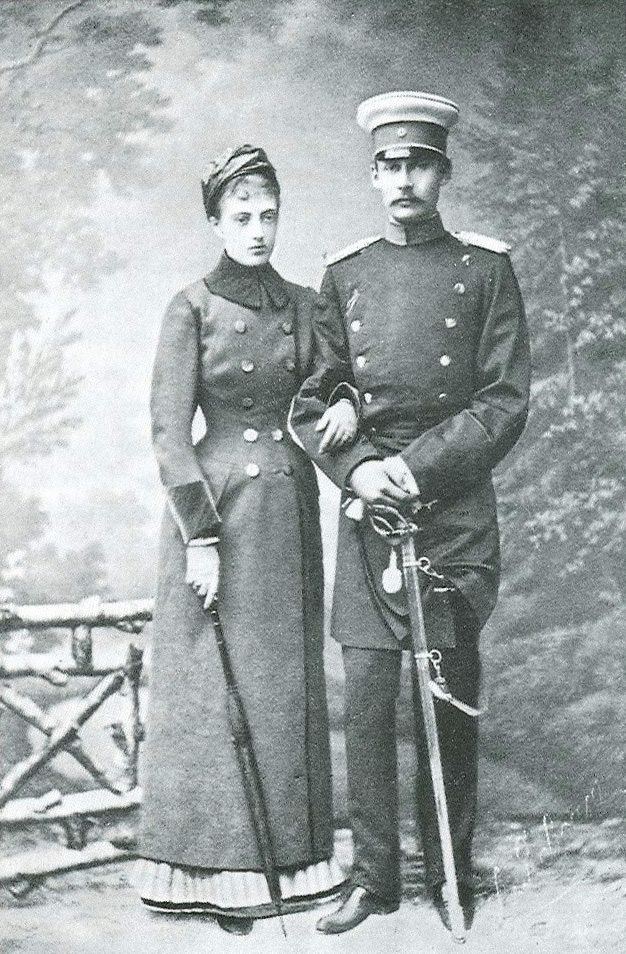
Anastásia com o marido

A 8 de fevereiro de 1879, Anastásia e Frederico chegaram a Schwerin. O seu sogro, o grão-duque Frederico Francisco II de Meclemburgo-Schwerin, era o monarca reinante do ducado e o chefe da família. O jovem casal instalou-se em Marienpalais, mas Anastásia não teve autorização para decorar os seus aposentos como queria. Tinha saudades de casa e encontrou uma corte antiquada com uma atmosfera opressiva. Apesar de a sua mãe ser alemã, Anastásia Mikhailovna nunca ultrapassou a antipatia que sentia pelo país.
Ficou grávida rapidamente e a sua primeira filha, Alexandrina, nasceu no primeiro ano de casamento. A saúde fraca do seu marido dava-lhe a desculpa perfeita para passar o menor tempo possível em Schwerin. Visitava frequentemente a sua família na Rússia e passava longos períodos de tempo no estrangeiro, à procura de uma cima mais quente para a doença do marido no sul de Itália e França.
O casal estava a viver em Palermo quando, em 1882, nasceu um segundo filho, Frederico Fernando. A morte do seu sogro a 15 de abril de 1883, e a ascensão do marido ao trono forçaram-nos a regressar a Schwerin onde era mal vista pelas suas ausências frequentes. No principio gostou da sua posição como esposa do grão-duque reinante e instalou-se nos aposentos sumptuosos do Castelo de Schwerin. Contudo, pouco depois, queria regressar a Itália ou a França. A população de Meclemburgo-Schwerin não queria os seus soberanos a morar noutro lugar e Anastásia foi duramente criticada. Chegou-se então ao acordo de que os grão-duques viveriam em Schwerin por cinco meses e podiam ficar onde quisessem o resto do ano sob a condição de que todos os futuros filhos nascessem em Schwerin.
Depois de a sua filha mais nova, Cecília, nascer em 1886, Anastásia mudou-se para Cannes onde a família costumava passar a maior parte do ano. Entre 1887 e 1889, o seu marido construiu-lhe a Villa Weden, um grande palácio em estilo italiano situado no sopé de uma montanha que dominava a baía de Cannes. Moravam lá todos os anos desde novembro até maio, parando em Paris quando regressavam à Alemanha.
A grã-duquesa Anastásia Mikhailovna passava o menos tempo possível no Castelo de Schwerin no verão, preferindo a sua residência em Gelbensande, um chalé construído em 1886 em estilo de cabana inglesa perto do mar Báltico. Criou os seus filhos com simplicidade e deu-lhes mais liberdade do que a que tinha recebido dos seus pais, o que fez com que eles lhe fossem muito chegados. Falava francês com o marido e inglês com os filhos. Era uma jogadora de ténis, perspicaz, e tinha o seu próprio campo de ténis na Villa Wenden. Adorava música italiana, principalmente as operas de Puccini e o teatro. As cartas revelam uma personalidade carinhosa e preocupada que parecia sempre estar feliz com a vida. Visitava outros membros da realeza que passavam férias na Riviera; os seus pais e irmãos também a visitavam frequentemente. A sua mãe morreu de ataque cardíaco em 1891 e Anastásia continuou a ser muito chegada ao seu pai viúvo e aos irmãos, principalmente Nicolau e Miguel, os mais velhos. Anastásia gastava grandes quantias de dinheiro tanto do rendimento do marido como do seu dote, pelo que foi duramente criticada, mas adorava chocar as pessoas que a condenavam. Gostava da sociedade e tornou-se uma visitante das mesas de jogo de Monte Carlo, perdendo grandes quantias no casino, mas, apesar das extravagâncias, nunca perdeu o afecto do marido.

## Escândalo real

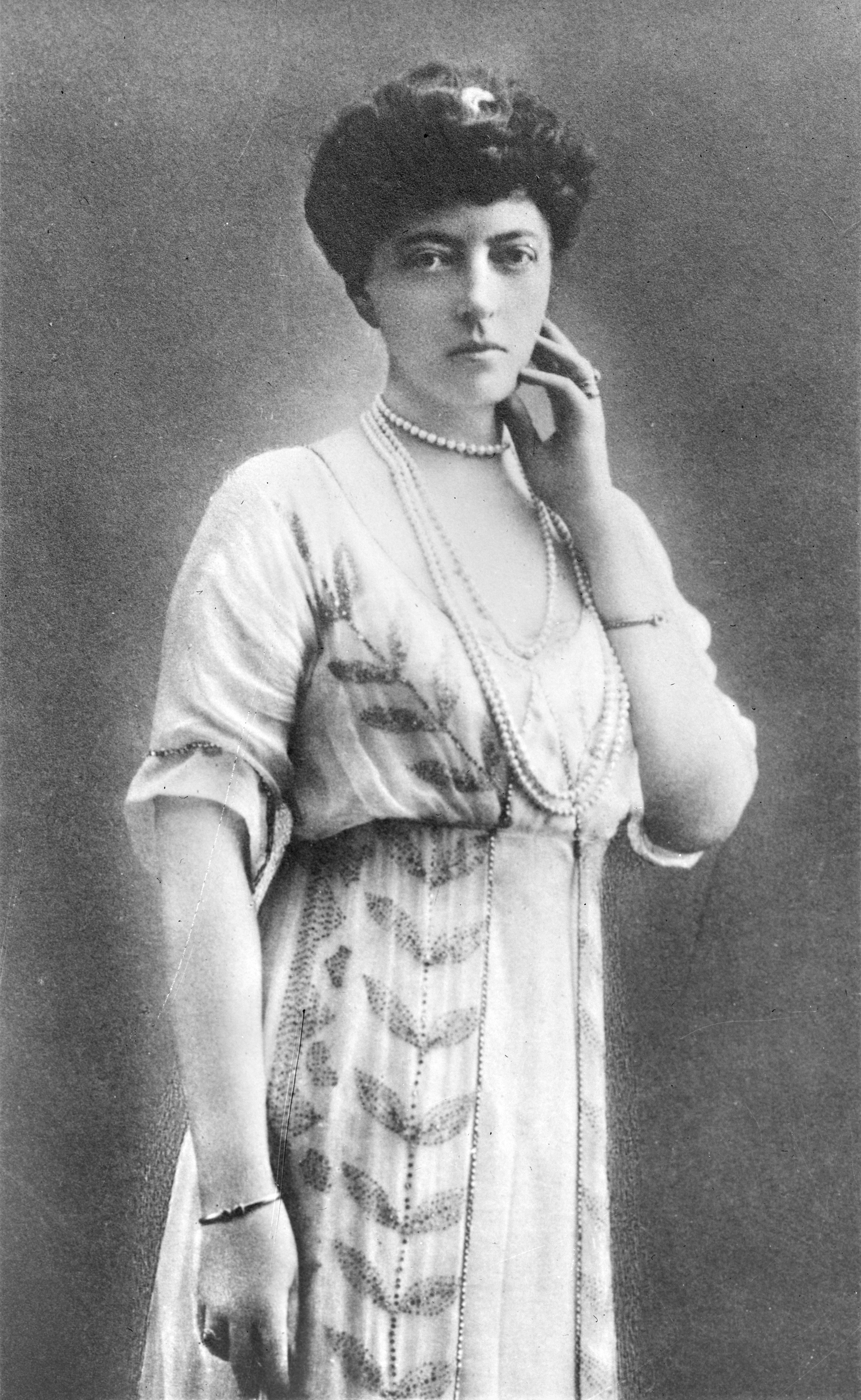
Anastásia

Ao longo dos anos, a saúde do marido dela apenas piorou, mas a sua morte súbita tornou-se num escândalo real. Nas primeiras horas do dia 10 de abril de 1897, o grão-duque Frederico Francisco foi encontrado inconsciente no fundo do muro de 7 metros da villa pelo cocheiro. O grão-duque tinha obviamente saltado numa tentativa de pôr fim à sua vida. Foi levado de volta para a villa onde finalmente morreu. Na noite anterior, Anastásia tinha dado uma festa na qual o marido não quis aparecer por causa do seu estado de saúde. Anastásia era tão impopular em Schwerin que foi suspeita de o ter matado. A morte do seu marido foi considerada um acidente, mas ele provavelmente cometeu suicídio.
Anastásia parece ter ficado verdadeiramente triste pela morte do marido, contando à sua dama-de-companhia: Perdi o meu melhor amigo.
Após a morte do marido, Anastásia herdou toda a sua propriedade privada. A Villa Wenden e Gelbensande, mesmo apesar de este dever tido sido passado para o seu filho de 15 anos que se tornou no grão-duque Frederico Francisco IV sob a regência do seu tio, o duque João Alberto, até 1901, quando atingiu a maioridade. A partir daí, Anastásia raramente visitou Schwerin, preferindo sempre ficar em Gelbensande. Ela preferia viver na Riviera ou viajar até São Petersburgo, Paris ou a Inglaterra. Em 1898, a sua filha mais velha, Alexandrina, casou-se com o futuro rei Cristiano X da Dinamarca.
Com apenas trinta e seis anos quando se tornou viúva, a vida de Anastásia estava novamente marcada pelo escândalo. Enquanto permanecia muito chegada à sua família, a sua sede pela vida, personalidade forte e espírito independente eram alvo de muitas conversas no seu meio. A grã-duquesa mantinha um pequeno apartamento em Paris onde vivia a vida dos ricos e belos, frequentando festas e procurando distracções. Também jogava muito em Monte Carlo. Fascinados por ela, os croupiers rondavam os salões de jogo intencionalmente para a roleta, a sua secção preferida, para lhe aumentar as hipóteses de ganhar. Ela começou um caso amoroso com o seu secretário pessoal, Vladimir Alexandrovich Paltov, e ficou grávida do seu amante. Primeiro fingiu que o seu inchaço era resultado de um tumor. Quando chegou a altura de dar à luz, ela disse ter contraído sarampo e que tinha de ficar de quarentena. O seu filho natural, Alexis Louis de Wenden, nasceu em Nice no dia 23 de dezembro de 1902. O nome de Wenden foi dado pelo rei Cristiano IX da Dinamarca em derivação do nome da sua villa. Ela criou o seu filho sozinha. Quando ele entrou num colégio privado na Normandia, ela escrevia-lhe todos os dias.
Nos anos seguintes os filhos de Anastásia casaram-se. O seu filho Frederico Francisco em 1904 com a princesa Alexandra de Hanôver. A Grã-duquesa Anastásia era muito impopular na Alemanha devido às suas simpatias francesas. O kaiser Guilherme II não gostava dela e quando em junho de 1905 a filha mais nova de Anastásia, Cecília, se casou com o filho mais velho de Guilherme, Anastásia teve apenas autorização de ir à corte de Berlim duas vezes, uma para o casamento e outro quando nasceu o primeiro filho de Cecília. Foi aconselhada a viver longe da filha.
O pai de Anastásia, o grão-duque Miguel Nikolaevich da Rússia, teve uma trombose anos antes e mudou-se para o pé dela no Sul de França. Com a sua morte em 1909, Anastásia herdou uma grande quantia de dinheiro. Na primeira década do século XX, a grã-duquesa ocupou-se com visitas aos familiares, aos seus filhos, ao número crescente de netos e aos seus passatempos: ler, ir a festas e jogar nas mesas de jogo de Monte Carlo. Sempre excêntrica, um contemporâneo descreveu-a como “completamente indiferente a tudo a não ser os seus próprios desejos. O príncipe Félix Yussupov, que  se casou com a sua sobrinha, a princesa Irina da Rússia, conheceu a grã-duquesa Anastásia Mikhailovna em Paris em 1913 e descreveu-a nas suas memórias:
| “ | Apesar de ela ter já bem mais de quarenta anos, não tinha perdido nenhum do seu optimismo; era gentil e carinhosa, mas a sua natureza excêntrica e déspota tornavam-na em algo de formidável. Quando soube que eu me ia casar com a sobrinha dela, agarrou-me pela mão. A partir daquele dia a minha vida nunca mais foi minha. Ela levantava-se cedo e tinha o costume de me telefonar às oito da manhã. Às vezes vinha ao Hotel du Rhin, onde estava hospedado e sentava-se a ler jornais no meu quarto enquanto eu me vestia. Se eu não estivesse, ela enviava criados por toda Paris para me procurar e às vezes ia ela mesma fazer essa busca. Nunca tive um momento de paz. Tinha de almoçar, jantar, ir ao teatro e comer a ceia com ela quase todos os dias. Ela normalmente dormia durante o primeiro acto da peça e depois acordava para declarar que as representações eram estúpidas e que queria ir a outro lado. Mudávamos de teatro duas ou três vezes por noite. Como tinha frio, ela forçava um criado a sentar-se numa cadeira do lado de fora do camarim com uma mala cheia de xailes, cachecóis e casacos de pele. Todos estes objectos estavam numerados. Se por acaso ela acordasse e sentisse uma corrente de ar pedia-me que lhe trouxesse um tal número. Eu podia ter aguentado tudo isto, mas infelizmente ela tinha uma enorme paixão pela dança. Á meia-noite e, agora, bem acordada, ela arrastava-me para um clube nocturno onde dançava até à meia-noite. | ” |

O diplomata Maurice Paléologue escreveu a 14 de outubro de 1913, “Apesar de ela ter já cinquenta e três anos, ela vive abertamente com um guarda argentino, dança no Magic City com todos os jovens até às duas da manhã e associa-se com a escumalha dos aeródromos.”

## Últimos anos

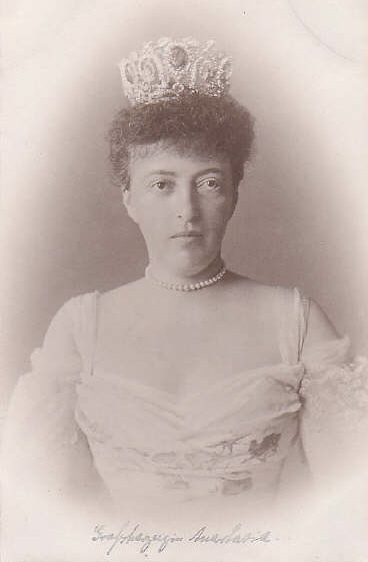
Anastásia

No verão de 1914, antes do rebentar da Primeira Guerra Mundial, a grã-duquesa Anastásia visitou o seu irmão Miguel e a sua família em Inglaterra. Quando muitos ficaram felizes com o inicio da guerra, ela escreveu ao czar Nicolau II: Espero que a guerra não aconteça e que possamos até dizer ‘talvez daqui a alguns dias possamos estar todos juntos outra vez.
O conflito colocou-a numa situação difícil. Dois dos seus filhos ficaram do lado alemão enquanto os seus irmãos lutavam pelo lado russo. Tecnicamente uma princesa alemã, Anastásia não pôde permanecer na França, um país que lutava contra a Alemanha, nem regressar a Schwerin por ser russa. Por isso decidiu instalar-se na Suíça neutral. Passou os anos da guerra a viver no Hotel Savoy em Lausanne, oferecendo a sua vila em Cannes para se transformar num hospital para oficiais feridos do exército russo em França.
Durante a Guerra conseguiu obter notícias da sua filha Cecília e do seu filho Frederico através da sua filha Alexandrina, rainha da Dinamarca neutral. Durante a Revolução Russa, os bolcheviques mataram três dos seus irmãos, os grão-duques Nicolau, Jorge e Sérgio. A queda da monarquia alemã após a guerra fez com que o seu filho Frederico perdesse a coroa em Schwerin e a filha na Alemanha.
Após o final da guerra, a Grã-duquesa Anastásia decidiu regressar à França. Tecnicamente não podia regressar como Princesa Alemã, mas com o seu passaporte russo conseguiu entrar no país com a ajuda da sua prima, a Princesa Catarina Yourievskaya, que era uma refugiada em Lausanne e se dirigia a Nice. Já na França, a Grã-duquesa mudou-se para a Villa Fantasia em Eze, perto de Cannes. Foi aí que passou os seus últimos anos, retomando a sua antiga vida social. Na primeira semana de Março de 1922, pouco depois de participar numa festa dada pelo seu sobrinho, o grão-duque André Vladimirovich, em Cap-d’Ail, sentiu-se doente. Teve uma trombose e morreu no dia 11 de março de 1922 em Eze. Tinha 61 anos de idade.
Com a sua morte, os seus filhos reuniram-se pela primeira vez desde 1914. O seu filho, Alexis Louis de Wenden, ficou em França. Foi enterrada ao lado do marido em Ludwigslust. Entre os seus descendentes estão a rainha Margarida II da Dinamarca e o Príncipe Jorge Frederico da Prússia, chefe da casa de Hohenzollern. A linha masculina da casa de Meclemburgo-Schwerin extinguiu-se com o seu neto, o grão-duque herdeiro Frederico Francisco em 2001.

## Descendentes
Anastasia casou com Frederico Francisco III de Meclemburgo-Schwerin, em São Petersburgo no dia 24 de janeiro de 1879. Tiveram três filhos: 
- Alexandrina (24 de dezembro de 1879 - 28 de dezembro de 1952). Casou com Cristiano X da Dinamarca.
- Frederico Francisco IV (9 de abril de 1882 - 17 de novembro de 1945)
- Cecília (20 de setembro de 1886 - 6 de maio de 1954). Casou com Guilherme, Príncipe Herdeiro da Alemanha

Anastasia Mikhailovna também teve um filho natural com Vladimir Alexandrovich Paltov (22 de março de 1874 - 9 de setembro de 1944)
- Alexis Louis de Wenden (23 de dezembro de 1902 - 7 de julho de 1976), casou com Paulette Seux (3 de janeiro de 1908 - 19 de novembro de 1975) em 1929 e teve 2 filhas.